# 五郎山 (長野県南佐久郡)
五郎山（ごろうやま）は、長野県南佐久郡川上村にある標高2,131.7mの山である。

## 概要
奥秩父の山域の一つ。千曲川の上流域にある山で、どこからでもありありと眺められる位置にないので、秘峰と称されることもある。岩峰、岩場の多い山。

## 周辺にある小屋（宿泊施設）
- 白木屋旅館